# 233 هـ
233 هـ هي سنة في التقويم الهجري امتدت مقابلةً في التقويم الميلادي بين سنتي 847 و848.

## مواليد
- محمد بن مخلد

## وفيات
- سليمان بن عبد الرحمن التميمي
- أبو محمد التوزي
- يحيى بن معين
- ابن الزيات (وزير)
- نصر الخصي